# Eigenface

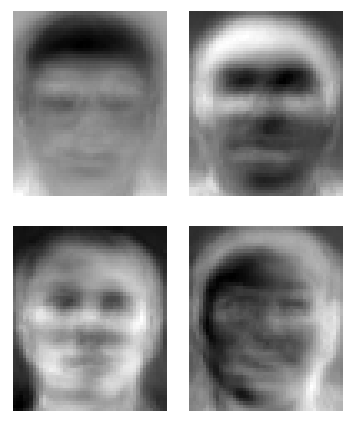
Vier voorbeelden van een eigenface

Een eigenface is een basisvorm van een gezicht in de vorm van een rasterafbeelding, waarin een of meer specifieke gezichtskenmerken aanwezig zijn. Eigenfaces worden gebruikt in de gezichtsherkenning door computers. De techniek om eigenfaces te gebruiken in de gezichtsherkenning werd in 1987 door Sirovich en Kirby ontwikkeld en later toegepast door Matthew Turk en Alex Pentland toegepast. De toepassing van eigenfaces wordt algemeen beschouwd als de eerste technologie voor gezichtsherkenning die aantoonbaar resultaat gaf. 
Een menselijk gezicht wordt met de techniek opgebouwd als de gewogen som van een aantal eigenfaces. Het aantal eigenfaces wordt zodanig bepaald dat alle mogelijke gezichten uit een beperkt aantal eigenfaces kan worden opgebouwd. Een bepaald gezicht wordt door de gewichtsfactoren gekenmerkt en kan daaraan herkend worden. Ieder gezicht is dus door de waarden van de gewichtsfactoren bepaald.
Om een verzameling eigenfaces te genereren wordt uitgegaan van een groot aantal gedigitaliseerde en onder dezelfde lichtomstandigheden genomen foto's van gezichten van mensen. Deze worden aangepast door ze even groot te maken, dus met dezelfde pixelafmetingen, en ogen en mond over elkaar te laten vallen. Met wiskundige technieken, zoals hoofdcomponentenanalyse, worden de eigenfaces bepaald als de eigenvectoren van de bijbehorende covariantiematrix.